# Achim Seifert
Achim Seifert (* um 1968 in Wiesbaden) ist ein deutscher Jurist und Professor für Bürgerliches Recht.

## Leben
Nach dem Abitur 1987 an der Martin-Niemöller-Schule, dem Grundwehrdienst (1987–1988), dem Studium (1988–1993) der Rechtswissenschaft und der Philosophie an der Goethe-Universität, der ersten juristischen Staatsprüfung 1993, dem Studium (1990–1991) der Rechtswissenschaft an der Universität Paris-Nanterre, dem juristischen Vorbereitungsdienst (1995/1997–1999) im Oberlandesgerichtsbezirk Frankfurt am Main, der Promotion 1998 zum Dr. jur., der zweiten juristischen Staatsprüfung 1999 am Oberlandesgericht Frankfurt am Main und der Habilitation 2006 (Lehrbefugnis für die Fächer Bürgerliches Recht, Arbeitsrecht, Wirtschaftsrecht, Europarecht und Rechtsvergleichung) war er von 2008 bis 2010 Professor für europäisches und internationales Arbeitsrecht an der Faculté de droit, d’économie et de finance, Université du Luxembourg.
Von 2011 bis 2024 war er Professor für Bürgerliches Recht, deutsches und europäisches Arbeitsrecht und Rechtsvergleichung an der Friedrich-Schiller-Universität Jena. Seit April 2024 ist er Professor für Bürgerliches Recht sowie Deutsches und Europäisches Arbeitsrecht an der Universität des Saarlandes.

## Schriften (Auswahl)
- Umfang und Grenzen der Zulässigkeit von tarifabweichenden Betriebsvereinbarungen. Zugleich ein Beitrag zur Bestimmung des Verhältnisses von Tarifvertrag und Betriebsvereinbarung nach den §§ 77 III, 87 ES BetrVG, § 4 TVG und Art. 9 III GG. Baden-Baden 2000, ISBN 3-7890-6877-2.
- mit Armin Höland, Christine Hohmann-Dennhardt und Marlene Schmidt (Hrsg.): Arbeitnehmermitwirkung in einer sich globalisierenden Arbeitswelt – Employee Involvement in a Globalising World. Liber Amicorum Manfred Weiss. Berlin 2005, ISBN 3-8305-1075-6.
- mit Ulrich Becker und Sebastian Krebber (Hrsg.): The significance of religion for today's labour and social legislation. Tübingen 2017, ISBN 3-16-155019-6.
- mit Klaus Vieweg, Axel Ecker und Eberhard Eichenhofer (Hrsg.): Karl Korsch zwischen Rechts- und Sozialwissenschaft: ein Beitrag zur Thüringischen Rechts- und Justizgeschichte. Stuttgart 2018, ISBN 3-415-06145-0.
- mit Adrian Schmidt-Recla: Das Recht der DDR als Gegenstand der Rechtsgeschichte. Jenaer Schriften zum DDR Recht; Band 1. Böhlau Verlag, Köln 2022, ISBN 978-3-412-51945-2.[4]